# Loxerebia gyala
Loxerebia gyala är en fjärilsart som beskrevs av Evans 1915. Loxerebia gyala ingår i släktet Loxerebia och familjen praktfjärilar. Inga underarter finns listade i Catalogue of Life.